# لينداو (سويسرا)
لينداو (بالألمانية: Lindau) هي إحدى بلديات مقاطعة فافيكون في كانتون زيورخ بسويسرا. تبلغ مساحتها 11.96 كيلومتر مربع، ويقدر عدد سكانها بـ 5645 نسمة (حسب تعداد ديسمبر 2017).